# Fragile (chanson de Soprano)
Pour les articles homonymes, voir Fragile.
Fragile est une chanson du chanteur français Soprano, publiée le 9 novembre 2018.
C'est le troisième single de son sixième album studio Phœnix. 

## Clip vidéo
Le clip est sorti le 15 février 2019. Il comptabilise plus de 28 millions de vues sur la plateforme YouTube.
Fragile est une chanson engagée pop-rap sur le harcèlement scolaire,.  